# Minka (arhitektura)
Minka (japonsko: 民家, dobesedno »hiša za ljudi«) so ljudske hiše, zgrajene v enem od več tradicionalnih japonskih gradbenih slogih. V kontekstu štirih delitev družbe so bile hiše minka bivališča kmetov, obrtnikov in trgovcev (tj. treh nesamurajskih kast). Ta konotacija v sodobnem japonskem jeziku ne obstaja več in vsako tradicionalno prebivališče v japonskem slogu primerne starosti bi lahko imenovali minka.
Minka so značilne po osnovni konstrukciji, strešni konstrukciji in obliki strehe. Razvijala se je skozi zgodovino z značilnimi slogi, ki so se pojavili v obdobju Edo.

## Tipi
Izraz minka dobesedno pomeni hiša ljudi. Zajema hiše, v katerih so bivali številni ljudje, od kmetov do vaških glavarjev, trgovcev in samurajev na nižji ravni.
Minka so na voljo v številnih slogih in velikostih, predvsem zaradi različnih geografskih in podnebnih razmer ter življenjskega sloga prebivalcev. Na splošno spadajo v eno od štirih klasifikacij: 
- kmečke hiše nōka (農家),
- mestne hiše mačija (町屋),
- ribiška bivališča gjoka (漁家) in
- gorska bivališča sanka (山家).[2]

Za razliko od drugih oblik japonske arhitekture (kot so tiste v slogu sukija-zukuri (数寄屋)), je za slog minka najpomembnejša struktura in ne tloris. Minka so razdeljene s primarnimi stebri, ki tvorijo osnovno ogrodje in nosijo konstrukcijsko obremenitev objekta; sekundarni stebri so urejeni tako, da ustrezajo funkcionalni ureditvi tlorisa.
Kljub veliki raznolikosti obstaja osem osnovnih oblik:
- Obrnjeni U je sestavljen iz dveh navpičnih stebrov, pritrjenih na vrhu z vodoravnim nosilcem; te enote je mogoče nato povezati s stranskimi nosilci. Nosilec je mogoče pritrditi na vrh droga tako, da se nasloni nanj ali prek spoja z utorom in čepom. Slednjo metodo pogosto najdemo v hiši minka na otoku Šikoku.
- Lestev ima stebričke in tramove, povezane z večjimi tramovi, vključno s tramovi, ki so bližje nivoju temeljev. Ta oblika strukture izvira iz mestnih hiš iz obdobja Edo. Sistem omogoča neenakomerno razporeditev prostorov in s tem omogoča fleksibilnost načrtovanja.
- Pri dežniškem slogu štirje žarki sevajo iz osrednjega stebra. Ti stebri sedijo v središču kvadrata in ne v vogalih. Hišo te vrste pogosto najdemo v prefekturi Šiga.[5]
- Križ ima dva pravokotna trama s stebričkoma na sredini stranic. Pogosto se uporablja za zelo majhne minke, ki nimajo drugih stebričkov v prostoru, ali za velike minke v prostoru s tlemi iz zemlje. Slog najpogosteje najdemo v prefekturah Šiga in Fukui.
- Vzporedna križanja najdemo v prefekturi Šizuoka in pokrivajo območje 5 krat 10 metrov. Ta sistem podvoji 'križno' strukturo z dvema križema in osmimi stebrički.
- Struktura škatle povezuje štiri ali več enot stebrov in tramov, da ustvari škatlasto strukturo. Zasnovan je bil v obdobju Edo in ga je mogoče najti v prefekturah Tojama in Išikava.[6]
- Medsebojno povezano škatlo je mogoče najti v Kjotu in Osaki.
- Dvigajoči tramovi je oblika, ki omogoča boljši izkoristek druge etaže. Uporablja tramove, ki se dvigajo od stebrov do sekundarnega grebena, ki je pod tistim, ki ga tvorijo špirovci.[7]
  - Kmečke hiše s slamnato streho, ki temeljijo na strukturi dvigajočih tramov, lahko nadalje razvrstimo v štiri glavne tipe. Jodžiro-gumi in vagoja (和小屋) sta redka. Slednji od teh, vagoja, je priljubljen za mačija hiše. Precej pogostejši sta tipa sasu (扠首) (znan tudi kot gasšou (合掌)) in odači.[8][9]

Slog odači ima špirovce, prečke in kratke navpične stebre za podporo grebena. Zgodovinsko gledano bi ti stebri segali do tal, kar bi imelo za posledico vrsto stebrov, ki segajo po sredini hiše in jo delijo. Čeprav jih je bilo mogoče namestiti v tloris glavne hiše, so bili nepraktični v vhodnem prostoru z zemeljskimi tlemi, zato so jih izpustili in namesto njih uporabili posebno strukturo tramov. Ta slog je bil v široki uporabi do obdobja Edo, ko je prišlo do premika v slog sasu (čeprav sta se oba tipa uporabljala že od zgodovinskih časov).
Slog sasu je enostavnejša trikotna oblika s parom špirovcev, združenih na vrhu, ki podpirajo grebenski drog. Konci teh špirovcev so bili nabrušeni, da so se prilegali luknjam na obeh koncih prečnega nosilca. Ker se ta sistem ne opira na osrednje stebre, pušča bolj neoviran tloris kot slog odači.

## Oblikovanje in tloris
Obstajala sta dva glavna načina za določitev tlorisa hiše minka. Metoda kjoma (京間) uporablja standardno velikost tatamija (畳), medtem ko metoda inakama (田舎間) temelji na razmiku stebrov.
Metoda kjoma dobro deluje pri minki brez osrednjih stebrov, saj lahko podloge in drsne predelne stene (fusuma (襖) in šōdži (障子)) temeljijo na standardni velikosti. Uporabljali so jo predvsem v hišah na zahodu Japonske. Metoda ima svoje pomanjkljivosti, če se uporablja s stebri, ker lahko spremembe v širini stebrov otežijo predhodno izdelavo drsnih predelnih sten.
Metoda inakama temelji na razdalji med središčem enega stebra in središčem stebra, ki meji nanj, uporabljala pa se je predvsem na vzhodni strani Japonske.

## Celotna konstrukcija
Velikost, konstrukcija in okras hiše minka je bil odvisen od lege, podnebja in družbenega statusa lastnika.
Minka so bile pod vplivom lokalne gradbene tehnike in so bile zgrajene z materiali, ki jih je bilo v neposredni bližini v izobilju. Minka v Šizuoki je na primer uporabila veliko bambusa za strehe, napušče, vrata in tla. Ko je bilo miskantovo trstičje težko dobiti za slamnate strehe, so namesto tega uporabili skodle; na vulkanskih območjih so za stene namesto gline uporabljali rogoz ali deske.
Podnebje je imelo vpliv na gradnjo: v Kjotu v poznih obdobjih Heian in Muromači so bile strehe obložene s tankimi lesenimi skodlami, tako da so lastniki na vrh položili kamne, da preprečijo, da bi skodle odletele v vetru.
Družbeni položaj lastnika hiše je nakazovala velikost in zahtevnost objekta. Za minko s slamnato streho je število prekrižanih lesenih členov (umanori (馬乗り)) ali snopov miskantusa vzdolž slemena dober pokazatelj pomembnosti statusa lastnika v vasi. Za hišo tipa mačija imata prisotnost in izpopolnjenost (udacu (卯立)) – stene, ki štrli nad linijo strehe – podoben status. Udacu je podedoval funkcijo požarnega preloma, sprva pa je šlo za način ugotavljanja obsega lastništva v dolgih terasah vrstnih hiš.
Med razvojem minka hiše so mestne hiše mačija postopoma spremenile svojo konstrukcijo od pokvarljivih in vnetljivih materialov k tistim, ki so bolj trpežne narave. Slamnate strehe so zamenjali s strešniki, izpostavljeni les pa prekrili s plastmi ilovnatega ometa.
Minka v lasti ljudi z višjim socialnim statusom je začela vnašati elemente šoin sloga predvsem v dnevne sobe. Vrste vgrajenih elementov so omejili zakoni o razkošju, da bi ohranili stroge razredne razlike. 

## Strešna kritina
Obstajajo štiri vrste oblik strehe, ki jih je mogoče razlikovati pri hišah minka. Večina mačija ima dvokapne kirizuma (切妻) strehe, pokrite s skodlami ali ploščicami in poševno navzdol na obeh straneh hiše. Večina nōka ima slamnato streho v slogu josemune (寄せ棟), ki se nagne navzdol na štiri strani, ali bolj dodelano streho irimoja (入母屋) z več dvokapnicami in kombinacijo slamnatih delov in delov s skodlami. Nazadnje, hogjo (方形) se prav tako nagiba v štirih smereh, vendar je bolj piramidalne oblike.
Primarni namen oblikovanja streh je bil prilagoditev obsežnim padavinam, ki so se pojavile v mnogih delih Japonske. Streha s strmimi strešinami omogoča, da dež in sneg padata naravnost, kar preprečuje, da bi voda prišla skozi streho in v hišo, v manjši meri pa preprečuje, da bi se slama preveč zmočila in začela gniti.
Na vrhu in na drugih mestih, kjer so se deli strehe združevali, so dodali okraske. Slamnate strehe bi imele obrezane ali prečne plasti slame, bambusove drogove ali lesene deske. Strehe s ploščicami imajo različne okrasne plošče na koncih slemena, na primer šači (鯱) (riba). Imeli so tudi okrogle plošče na koncih ploščic na napušču, imenovane gatou (瓦当), ki so pomagale pri odvračanju dežja.

## Notranjost kmečke hiše
Globok napušč strehe kmečke hiše je pomagal zaščititi notranjost pred močnim dežjem. Poleti preprečujejo vstop sonca v notranjost, pozimi pa omogočajo nizkim sončnim žarkom, da grejejo hišo. Pogosto je okrog hiše pod napuščem veranda z lesenimi tlemi (engava (縁側 ali 掾側)), ki je na zunanji strani zaščitena z naoknicami. Na območjih, kjer je močno sneženje, je lahko zunaj verande spuščeno območje z zemeljskimi tlemi, dodatno zaščiteno s polkni, ki preprečujejo, da bi sneg pihal v notranjost.
Notranjost hiše minka je bila na splošno razdeljena na dva dela: tla iz stisnjene zemlje, imenovana doma (土間) (predhodnik genkan) in dvignjena tla (običajno okoli 50 cm nad nivojem doma), ki se imenuje hiroma (広間), in v večjih, bogatejših hišah območje ali niz prostorov, pokritih s tatamiji ali muširo podlogami, imenovan zašiki (座敷). Velike kmečke hiše so včasih imele dvignjeno notranjo verando z lesenimi tlemi (hirošiki (広敷)), ki je ločevala doma in tatamije. V starejših hišah, kot je hiša Jošimura iz 17. stoletja, je bilo to ločevalno območje široko do 2,5 m in tam so očitno spali služabniki.
Dvignjena tla so pogosto vključevala vgrajeno ognjišče, imenovano irori (囲炉裏). Nad ognjiščem, napolnjenim s pepelom, bi visel kotliček, obešen na strop z nastavljivim kavljem za kurišče iz lesa, kovine in bambusa. Ta džizai kagi (自在鈎) se je lahko dvignil ali spustil glede na potrebno količino toplote in je bil pogosto oblikovan v okrasne ribe ali oblike rezil. V kmečki hiši ni bilo dimnika in dim iz irorija se je dvigal skozi streho ter sušil trstičje in odvračal žuželke. Irori je bil središče komunikacije v hiši, kjer se je družina zbirala, da bi klepetala in jedla in bil je prijeten prostor, okoli katerega so spali.
Čeprav je bilo v hiši veliko možnih razporeditev prostorov, je eden najpogostejših, imenovan jomadori (四間取り), obsegal štiri sobe v dvignjenem delu hiše, ki je mejil na doma. Razporeditev in velikost teh prostorov sta postala bolj prilagodljiva z uporabo drsnih predelnih sten fusuma in šodži.
Družbeni status lastnika hiše je urejal konvencije njihovih družbenih odnosov v hiši. Na primer, najnižje uvrščeni ljudje bi sedeli na zemlji, medtem ko bi tisti nad njimi sedeli na hirošikijih, tisti nad njimi pa na notranjih prostorih s tatamijem. Častni gostje bi sedeli poleg s hrbtom obrnjeni proti tokonomi (床の間). Zahteve po družbenem bontonu so se razširile na družino in okoli ognjišča so bili postavljeni posebni položaji za sedenje (jokoza (横座)).

## Tipične kmečke hiše iz obdobja Edo
Številni slogi kmečkih hiš so dozoreli v obdobju Edo; nekaj značilnih primerov sledi.

### Gasšou
Minka v slogu gasšō-zukuri (合掌造) imajo velike strehe, ki so velika oblika strukturnega sistema sasu. Njihovo ime izhaja iz podobnosti oblike strehe z dvema rokama v molitvi. Pogosto jih najdemo v prefekturi Gifu. Zgornja nadstropja dvo- in trinadstropnih hiš se uporabljajo za gojenje sviloprejk, s prostorom za shranjevanje sviloprejk in listov murve.

### Honmune
Honmune-zukuri (本棟造) dobesedno pomeni »pravi greben«: slog ima skoraj kvadratni tloris z dvokapno streho, prekrito z deskami. Zatrepni zaključek hiše je še posebej impresiven s sestavo tramov, napuščev in opornikov. Zatrep ima na vrhu ptičji okras, imenovan suzume-odori (雀踊り). Hiše te vrste je mogoče najti v prefekturah Gunma, Nara, Jamaguči in Kouči.

## Ohranjanje
Hie minka se na splošno obravnavajo kot zgodovinske znamenitosti, mnoge pa so občine ali nacionalna vlada določile za ohranitev. Ogromna regionalna različica minka hiš se je ohranila tudi v muzejih na prostem, kot je Nihon Minka-en v Kavasakiju, kjer so razstavljeni primerki iz vse Japonske. Minka so bile uporabljene tudi kot hoteli in restavracije, ki jih je treba ohraniti.
Posebej velja omeniti gasšō-zukuri (合掌造り, dobesedno slog »sklenjenih rok«), ki je ohranjen v dveh vaseh v osrednji Japonski - Širakava v prefekturi Gifu in Gokajama v prefekturi Tojama - ki sta bili skupaj označeni za območje svetovne dediščine. UNESCO.
Leta 1997 je bilo ustanovljeno Japonsko združenje za ponovno uporabo in recikliranje minka hiš (JMRA), da bi promoviralo prednosti in ohranitev. Eno hišo, ki je pripadala družini Jonezu, je pridobila JMRA in jo podarila kraljevemu botaničnemu vrtu Kew Gardens v Londonu kot del japonskega festivala 2001. Lesena konstrukcija je bila razstavljena, odpremljena in ponovno sestavljena v Kew z novimi stenami in slamnato streho.